# Galaga
Galaga (яп. ギ ャ ラ ガ) — відеогра, фіксований аркадний шутер, розроблена і видана Namco в Японії і Midway в Північній Америці в 1981 році. Ця гра є продовженням Galaxian, випущеної в 1979 році. Гравець керує космічним кораблем, який переміщується вздовж нижньої частини екрана. На початку кожного етапу зверху екрана опускаються противники, яких слід знищити, ухиляючись від їхніх пострілів.
Galaga є однією з найуспішніших ігор Золотої доби Аркадних Ігор. Аркадна версія була перенесена на багато інших платформ і мала кілька продовжень.

## Ігровий процес
Метою гри є набрати якомога більше очок, знищивши комахоподібних ворогів. Гравець управляє винищувачем, який може рухатися вліво і вправо вздовж нижньої частини ігрового поля. Вороги збираються в групи поблизу верхньої частини екрана, а потім починають летіти в сторону гравця, стріляючи в нього і намагаючись протаранити. У більш пізніх стадіях деякі вороги йдуть на таран, вириваючись з основної групи. Гра закінчується, коли останній винищувач гравця знищений пострілом або тараном противника.
Galaga ввела ряд нових функцій в порівнянні з попередником, Galaxian. Серед них можливість здійснити більше одного пострілу за раз, підрахунок кількості пострілів/влучань в кінці гри, і бонусні рівні, в яких вороги стрімко нападають з неочікуваних місць.
Іншою особливістю геймплею Galaga є можливість ворогами захопити винищувач гравця. Бос, для знищення якого потрібно два влучання, періодично намагається захопити винищувач притягаючим променем. У разі успіху, викрадений винищувач приєднується до противника як супутник боса. Гравець все ще може стріляти під час захоплення до моменту, коли торкнеться викрадача. Викрадений може бути звільнений, якщо поцілити в нього. Тоді він стає поряд з винищувачем гравця і повторює його рухи та атаки.